# 山东号航空母舰
山東號航空母艦，正式名称为中国人民解放军海军山东舰（舷号：17），是一艘隶属于中国人民解放军海军山东舰航母编队（解放军91910部队）的航空母舰，該艦基于对前苏联所屬库兹涅佐夫级航空母舰的圖紙研究、加上中国購自烏克蘭瓦良格號改裝成辽宁号航空母舰的經驗後，自主设计、研发、建造的一艘常规动力航空母舰，型号为002型（北約代号Kuznetsov Mod，库兹涅佐夫级改進型）。

## 概要
山东舰是中国人民解放军的第一艘国产航空母舰以及第二艘航空母舰，该舰同时也是解放军海军的首艘和唯一一艘002型航空母舰。该舰的舰名源自中国省份山东省。
2019年12月17日，山东号入役解放军海军，中共中央总书记兼中共中央军委主席习近平、中共中央政治局委员兼中共中央军委副主席张又侠上将等出席交接入列仪式。山東艦的航母艦橋比遼寧艦的更緊湊、小巧；飛行甲板和機庫也經過重新設計，面積和體積比遼寧艦稍大。因此，山東艦停放飛機數量比遼寧艦多，每波次艦載機的出動頻率也會有所提高。山東艦還有一個隱藏的不同之處是在海面以下，仿照了歐美船舶的艇身流線，例如更換掉聲納之後，球鼻艏處增長等。與遼寧艦一樣，山東艦隊在服役後，也全面投入了長達數年的能力建構工作中，僅花了3年半左右就提前在2023年初完成系統考核，號稱比同時期航母入列後花四年通過此階段要快，同年首出正式任務是執行圍台巡航。

## 历史

### 建造
2013年年底，山东号航空母舰在大连开工建造。
2015年12月31日，中国国防部新闻发言人杨宇军在月度例行记者会上证实该国正在自主开展设计和建造第二艘航空母舰。该舰满载排水量约为6万吨级，使用常規動力推进。该舰将搭载歼-15B战斗机以及其它型号舰载机。固定翼舰载机将采用为歼-15優化的12度滑跃起飞。
山东号于2013年11月19日开工建造。在中国船舶重工集团公司大连造船厂切割首塊鋼板，正式開工建造。2015年3月开始塢內建造；2016年8月完成飛行甲板安裝，9月吊裝艦島及雷達基座，11月吊裝航母主桅杆。

### 下水

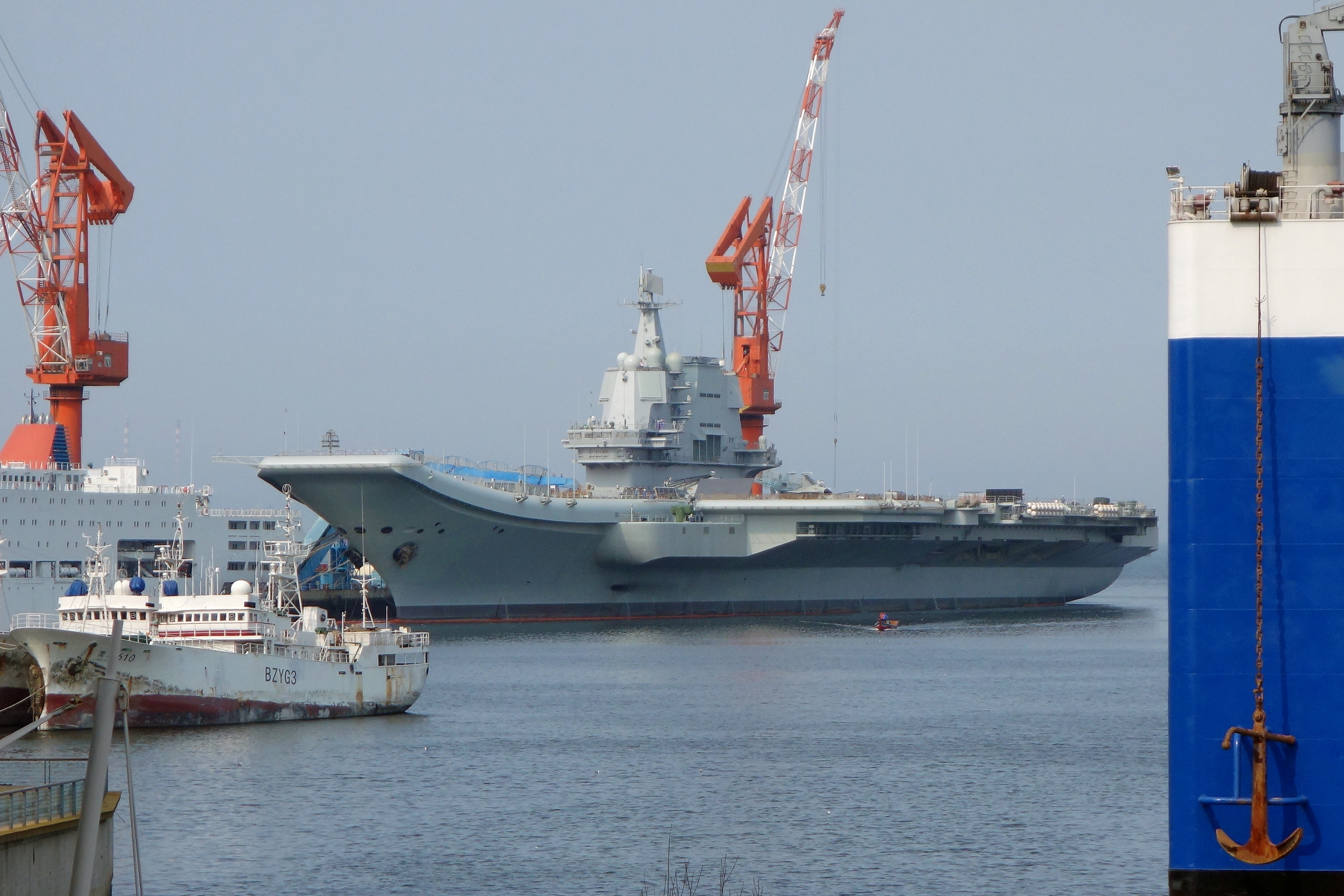
舾裝中山东号航空母舰，摄于2019年

2017年1月下水前刷漆。2017年4月26日上午九时许中共中央政治局委员、中共中央军委副主席范长龙上将出席下水仪式并致辞，海军司令员沈金龙中将、海军政委苗华上将以及相关部门的领导和科研人员参加了仪式。下水仪式后山东号将开始舾装。7月初劃跑道線，艦體消磁；9月安裝海紅旗-10近防導彈等艦載武器。
2018年1月，安裝電子戰天線，89號綜合保障船與山东号匯合；4月23日，進行傾斜試驗。5月13日，该舰缓缓驶离位于中船重工大连造船厂的码头，开展首次海试。2018年5月18日，完成首次出海试验。
2018年8月20日，用於繫留試驗的3架艦載機模型現身山东号航母甲板。8月26日，山东号离开大连造船厂进行第二次海上试验，9月1日入港，历时7天。
2018年10月28日，山东号第三次出海进行海上试验，海军89号综合保障船首次随山东号共同出海，此次出航中国海军官方媒体展示了山东号在夜间进行作训活动的图片。
2018年12月27日，山东号第四次出海试航，出航时甲板上裝有舰载模型机。
2019年2月27日，山东号第五次出海试航。3月20日至4月19日，甲板攤鋪新塗層。4月28日，呼倫湖補給艦抵達船廠匯合山东号，次日展開油液橫向補給演練。
2019年5月25日，山东号第六次出海试航。海試首次起降艦載機，至5月31日結束。

建造中的中国海军首艘国产航空母舰

2019年8月1日，山东号第七次出海试航。海試時間最長，海軍整體測試，至8月23日結束。
2019年10月15日至10月20日，山东号第八次出海试航。10月24日，試刷舷號，後又除去，官兵甲板演練。
2019年11月14日上午，山东号離開大連造船廠，展開第九次出海試航；11月16日晚進入台灣海峽，並於次日順利駛出。11月17日，山东号通过台湾海峡，赴南海开展试验和训练，携带有舰载机。11月18日，海外衛星圖顯示，由山东号、驅逐艦、護衛艦、核潛艇等組成的航母編隊正在南中國海海域演練；次日靠泊三亞某軍港後，甲板停有7架殲-15和3架直-18艦載機。之后该舰停泊于三亞軍港，隨後刷舷號。

### 服役
2019年12月17日，山东舰在海南三亚某军港交付中国人民解放军海军。
2019年12月26日，山东舰由南向北通过台湾海峡。而在2020年12月17日，山东舰在完成維修後，再次由北向南通过台湾海峡，然後返回三亞軍港。
2022年6月，微博流傳的圖片中，山東艦甲板上至少有兩種具備垂直起降力的無人機，猜測可能是中國縱橫股份（JOUAV）的CW-20，以及中國電科的「翔翼」CSC-005。

## 服役历程
2023年，据央视报导，山东舰久违多时，即將開始遠洋訓練活動，節目中提到在入役後只花了3年多的時間，就完成全部訓練科目的資質認證，接下來將會首次派往大海進行艦隊演練，未來可望與成熟的遼寧艦編隊一樣開始執行戰備任務，屆時也標誌著進入雙航母真正的應用時代。隨後在环台岛战备警巡和“联合利剑”演习中，山东舰经台湾以东海域，在西太平洋展开首次军事演练。
2023年5月27日，山東艦繼2019年後，再次通過台灣海峽。
2023年9月11-15日，山東號在西太平洋進行操演，期間遭中華民國海軍基隆艦跟拍。
2023年10月26日，山东舰穿越巴士海峽入西太平洋，中華民國國防部公布了航拍照片。随后山东舰在10月28日起被日本海上自卫队监控。根据日本防卫省统合幕僚部发布的消息称在10月28日至11月5日的这九天期间，海自观测到山东舰进行了570架次的起降，其中包括420架次舰载战斗机的起降与150架次的舰载直升机起降，战斗机日均起降46.6架次，所有飞机日均总起降63.3架次。
以上这个数字超越了2016年摩苏尔战役中携带有蒸汽弹射器的法国海军戴高乐号航空母舰的日均60架舰载机，45架战斗机起降架次的数字。不過航母戰力形成除了裝備還是綜合人力訓練的結果，這需要數年之久打造，比如次年「聯合利劍-2024B」演習中，前型舰遼寧號的出擊次數就仍大約兩倍優於山東號。
2023年9月13日，解放军海军山东舰编队经巴士海峡前出西太平洋，编队包括2艘052D型164号“桂林”舰、173号“长沙”舰。
2023年10月29日，解放军海军山东舰编队规模已达10艘有余，包括2艘055型105号“大连”舰、106号“延安”舰，3艘052D型132号“苏州”舰、164号“桂林”舰、173号“长沙”舰、3艘054A型及1艘901型。
2024年7月9日至2024年7月16日，解放军海军山东舰编队持续在台岛以东的西太平洋海域活动。编队规模包括2艘055型106号“延安”舰、108号“咸阳”舰，2艘052D型164号“桂林”舰、165号“湛江”舰、1艘054A型571号“运城”舰及1艘901型905号“查干湖”舰。7天里，山东舰进行了380架次舰载机起降，平均每天舰载机起降54架次。
2024年10月末，解放军海军“辽宁”舰与山东舰及两舰所辖驱护舰只于南海组成编队。编队规模包括3艘055型103号“鞍山”舰、106号“延安”舰、107号“遵义”舰，5艘052D型118号“乌鲁木齐”舰、120号“成都”舰、123号“淮南”舰、165号“湛江”舰（1艘舷号、舰名未知），1艘054A型（舷号、舰名未知）以及2艘901型901号“呼伦湖”舰、905号“查干湖”舰。
2024年11月4日，解放军海军山东舰编队进入西太平洋，编队包括1艘055型106号“延安”舰以及1艘052D型165号“湛江”舰。
2025年3月29日至4月3日，解放军海军山东舰编队开赴西太平洋海域开展“海峡雷霆2025A”演练，编队包括2艘055型106号“延安”舰、108号“咸阳”舰，2艘052D型165号“湛江”舰、175号“银川”舰、2艘054A型571号“运城”舰、572号“衡水”舰以及1艘901型905号“查干湖”舰。
2025年6月7日至6月22日，解放军海军山东舰编队前出西太平洋开展训练，编队包括2艘055型106号“延安”舰、107号“遵义”舰，1艘052D型165号“湛江”舰，2艘054A型571号“运城”舰、572号“衡水”舰及1艘901型905号“查干湖”舰。
2025年7月3日至7月7日，为庆祝香港特別行政区成立28周年，解放军海军山东舰、055型106号“延安”舰、052D型165号“湛江”舰，054A型571号“运城”舰组成的海军舰艇编队访问香港。其中，山东舰驶进香港水域时，舰员于飞行甲板上摆出“国安家好”字样，隨舰一同向香港市民开放参观的有3架歼-15、7架歼-15T、2架直-18以及2架直-9。

## 人员编制
要使“山东”舰运作，大概需要2000名的官兵协作，每次出勤含舰员约1400人，加上飞行人员621人，指挥人员大概40人左右，而历屆高级指挥人员如下：

### 海军山东舰
| 中国人民解放军海军山东舰舰长（正师职） 1. 来奕军 海军大校（2018年5月至今） | 中国人民解放军海军山东舰政治委员（正师职） 1. 庞建宏 海军大校（201?年?月至2020年） 2. 宋文君 海军大校（2020年?月至今） |

| 中国人民解放军海军山东舰副舰长 - 李永玄 海军大校 - 徐 英 海军大校（2021年？） - 闾勇军 海军大校 |

### 海军舰载航空兵第二联队
随着山東艦入役，海军舰载航空兵第二联队（正师级编制）在海南省陵水黎族自治县組建。
| 中国人民解放军海军舰载航空兵第二联队联队长（正师职） 1. ？ 海军大校（2018年？月—？） | 中国人民解放军海军舰载航空兵第二联队政治委员（正师职） |

## 航母编队
航母編隊既要保證航母本身及其艦載機之作戰功能，同時护卫舰艇還要形成對空、對海反潛一體化；该航母编队将配备包括055型导弹驅逐艦、052D型导弹驱逐舰、052C型导弹驱逐舰、054A型导弹护卫舰、093A型核潜艇、901型综合补给舰在内的主力战舰。
山东舰航母编队（解放军91910部队）
| 司令员（副军职） 1. 张峥 海军少将（201?年?月至2021年） 2. 戴明盟海军少将（2021年11月至？） 3. 杨黎明海军少将（？至今） | 政治委员（副军职） 1. 陈东波 海军少将（201?年?月至今） |